# Municipio de Clinton (condado de Boone)
El municipio de Clinton (en inglés: Clinton Township) es un municipio ubicado en el condado de Boone en el estado estadounidense de Indiana. En el año 2010 tenía una población de 886 habitantes y una densidad poblacional de 10,54 personas por km².

## Geografía
El municipio de Clinton se encuentra ubicado en las coordenadas 40°8′15″N 86°24′44″O / 40.13750, -86.41222. Según la Oficina del Censo de los Estados Unidos, el municipio tiene una superficie total de 84.03 km², de la cual 84,03 km² corresponden a tierra firme y (0 %) 0 km² es agua.

## Demografía
Según el censo de 2010, había 886 personas residiendo en el municipio de Clinton. La densidad de población era de 10,54 hab./km². De los 886 habitantes, el municipio de Clinton estaba compuesto por el 96,05 % blancos, el 0,11 % eran afroamericanos, el 0,45 % eran amerindios, el 0,79 % eran asiáticos, el 1,02 % eran de otras razas y el 1,58 % eran de una mezcla de razas. Del total de la población el 2,14 % eran hispanos o latinos de cualquier raza.